# Ecbolemia misella
Ecbolemia misella är en fjärilsart som beskrevs av Rudolf Püngeler 1907. Ecbolemia misella ingår i släktet Ecbolemia och familjen nattflyn. Inga underarter finns listade i Catalogue of Life.